# Chlefelen

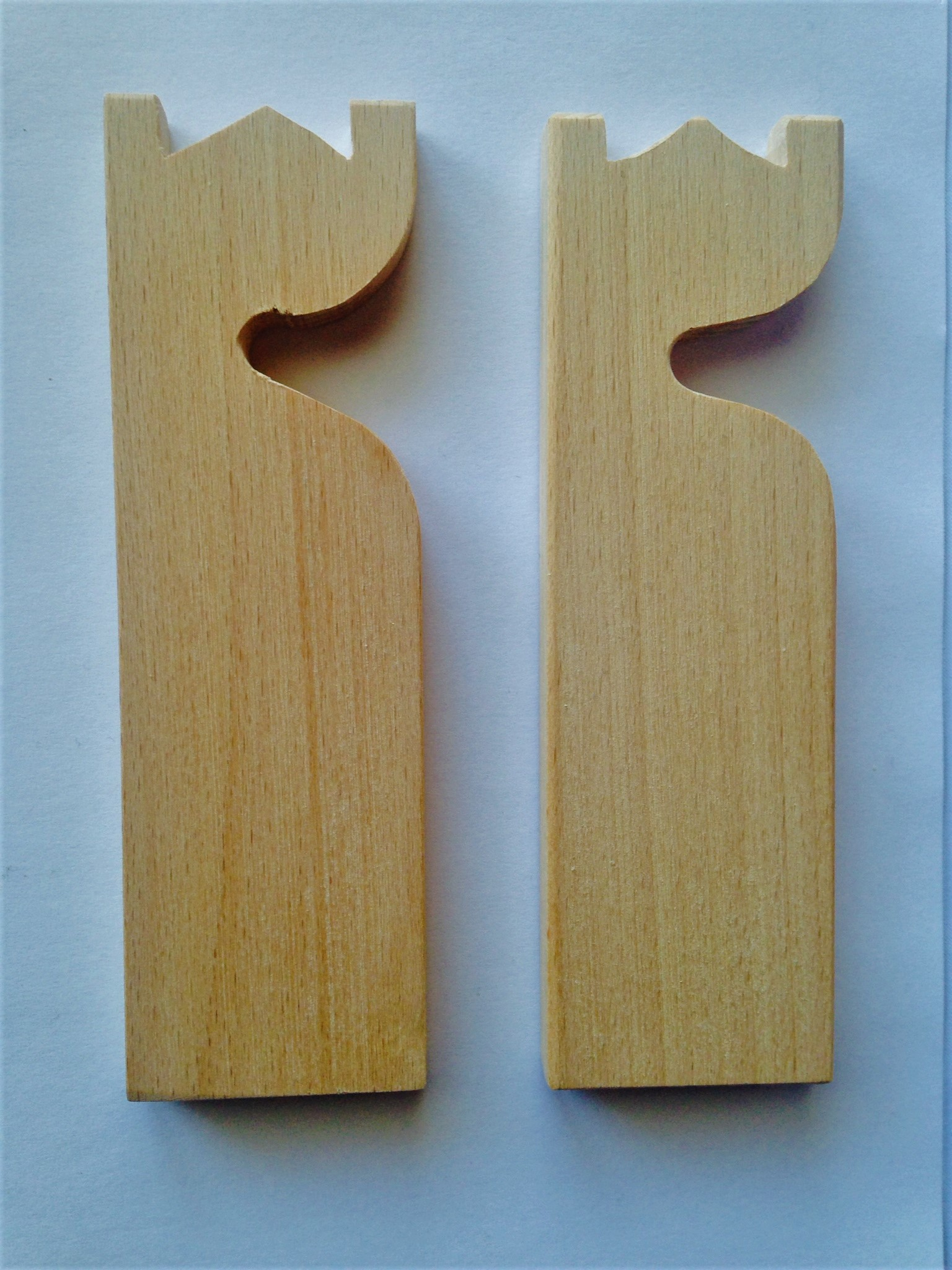
Ein Paar Chlefeli aus der Gemeinde Steinen

Chlefelen ist ein Brauch in der Fastenzeit, der in der Region Innerschwyz im Schweizer Kanton Schwyz verbreitet ist. Mit den Chlefeli, zwei Hartholzbrettchen mit Einkerbungen, spielen Kinder und Jugendliche verschiedene Marsch- und Tanzrhythmen. Eines der Brettchen wird zwischen Mittel- und Zeigefinger eingeklemmt, das andere lose zwischen Mittel- und Ringfinger gehalten. Durch rhythmische Hand- und Armbewegungen wird das lose Brettchen an das festgeklemmte geschlagen und zum Tönen gebracht.
Der Brauch wird traditionell vom Morgen des Aschermittwochs bis zum Karsamstag ausgeübt. Ursprünglich und noch bis Ende der 1960er Jahre war das Chlefelen eine Aktivität der Knaben, doch inzwischen beteiligen sich mehrheitlich Mädchen am Spiel mit den Holzbrettchen.
Das Chlefelen wird als Brauchtum besonders in den Gemeinden Schwyz, Ingenbohl, Muotathal, Arth, Steinen, Sattel und im Bezirk Gersau betrieben und dort auch von Schulen, Vereinen und Privaten gefördert. 2017 wurde es ins Inventar der lebendigen Traditionen der Schweiz aufgenommen.

## Geschichte

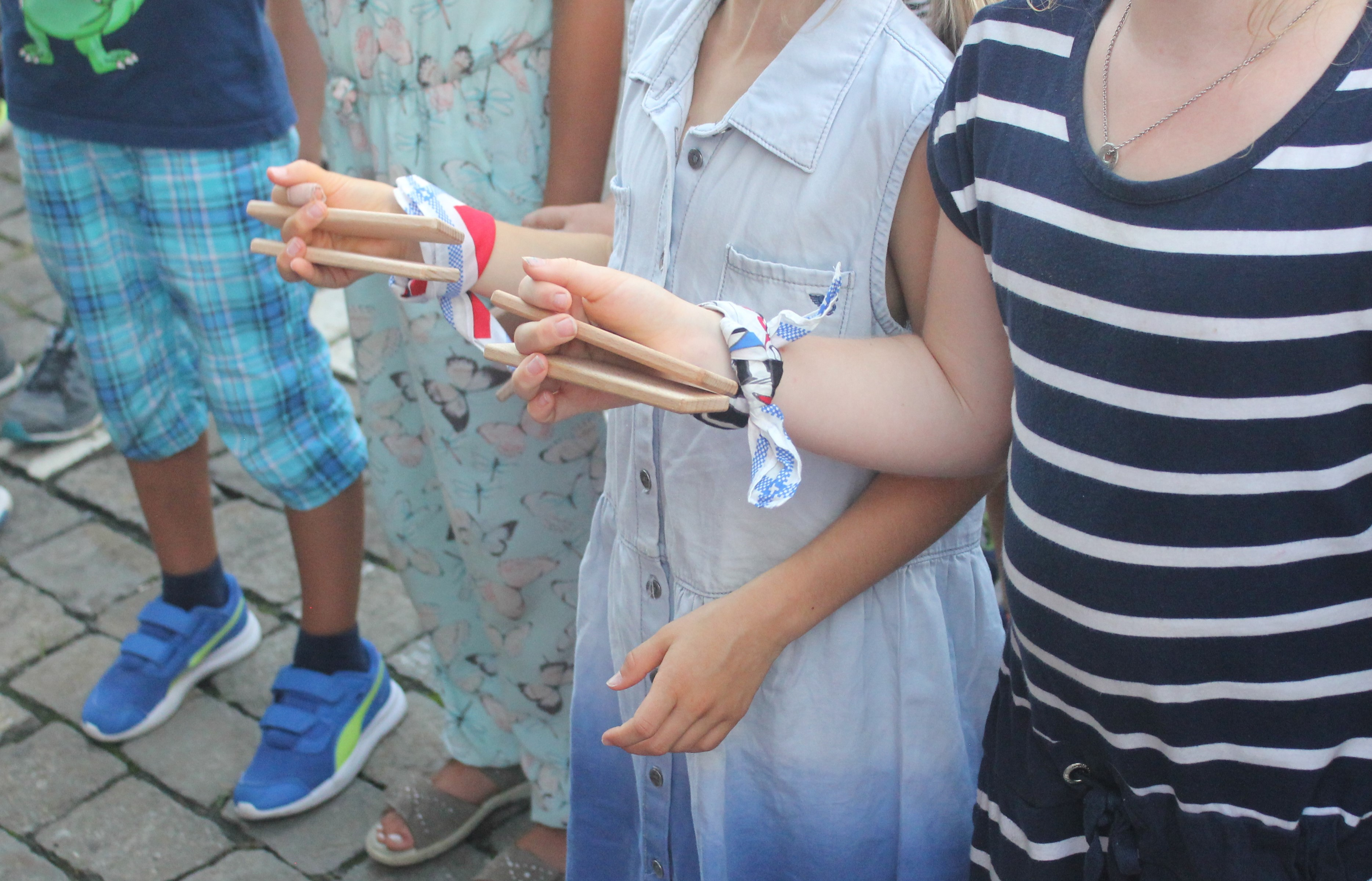
Primarschüler chlefelen zusammen «D Mülleri hed, si hed».

Spätestens um 1850 waren die Chlefeli in der heutigen Form als Fasteninstrumente in der Region um Schwyz bekannt. In der Volkskunde wurden sie als magische Lärmgeräte gedeutet. Man vermutete den Ursprung auch bei Siechenklappern, da noch im Jahr 1611 mehrere Tausend Menschen im Alten Land Schwyz durch eine Lungenpestepidemie starben. Im Mittelalter und in der frühen Neuzeit sollten Aussätzige, die in Siechenhäusern ausserhalb der Siedlungen wohnten, ihr Kommen durch warnende Siechenklappern ankündigen. Nach 1611 dürften die Siechenklappern nicht mehr in Gebrauch gewesen sein. Hingegen dürften wohl frühestens um 1600 Knaben am Karfreitag mit Rätschen im Dorf Schwyz umhergegangen sein. Rätschen kommen in vielen Teilen der Schweiz nach wie vor am Karfreitag zum Einsatz. Im Verlauf der Zeit könnten die Knaben von den eher unhandlichen Karfreitagsrätschen zu Instrumenten übergegangen sein, welche an über das Soldunternehmertum nach Schwyz gelangte Kastagnetten erinnerten. Zudem hat sich der Brauch von der Karwoche auf die ganze Fastenzeit ausgedehnt.
Im 1949 erschienenen Roman «Werner Amberg» beschrieb der Schwyzer Schriftsteller Meinrad Inglin das Chlefelen folgendermassen: «Chlefeli oder Klefel sind zwei Brettchen, die wir aus hartem Holz selber schnitzten, unten leicht anbrannten und oben so einkerbten, dass wir sie zu beiden Seiten des Mittelfingers einhängen und durch das Schütteln der Hand zum Klefeln bringen konnten.» Ausserdem schrieb er: «Auf dem Heimweg von der Schule trafen sich die Knaben, die Chlefeli besassen, und marschierten gemeinsam chlefelnd ins Dorf hinein. Es galt dabei, mit geschmeidigem Handgelenk einen richtigen Marsch zu klefeln, statt mit einem unrhythmischen Geschlenker nur Lärm zu machen.»
Der Brauch drohte zwischenzeitlich auszusterben. Gemäss Röbi Kessler, einem Kenner des Chlefelens, habe es gerade deswegen überlebt, weil es ausschliesslich in der Fastenzeit gepflegt wird.
Mit Unterstützung der Lehrerschaft organisierte Max Felchlin 1964 in Schwyz das erste Priis-Chlefele als Wettkampf unter der Schuljugend. In Schwyz führt nun der 2001 gegründete Verein «s'Chlefele läbt» jedes Jahr Chlefeli-Kurse und ein Priis-Chlefele durch. In Steinen übernimmt dies der «Mayday-Club» und in Muotathal die Musikschule Muotathal-Illgau. In Arth, Gersau und Brunnen fördern die Schulen das Chlefelen aktiv. Dazu fertigt in Brunnen ein Schreiner für alle Klassen einen Satz Chlefeli an. Ein Priis-Chlefele findet dort jedoch nicht statt.

## Herstellung der Chlefeli
Die Chlefeli sind durchschnittlich etwa 10 bis 13 cm lang und bis zu 4 cm breit. Sie werden aus einer gehobelten Hartholzleiste ausgefräst und abgeschliffen. Hartes Holz wird verwendet, um einen möglichst lauten und harten Klang zu erreichen. Dafür kommen Holzarten wie Buche, Eiche, Esche, Ahorn oder Ulme in Frage.

## Chlefeli-Musik
Die verbreitetste Melodie beim Chlefelen sind Auszüge aus dem Ordonnanzmarsch. Es werden aber auch andere Trommelrhythmen wie der Zapfenstreich oder der Narrentanz der Schwyzer Fasnacht gechlefelt. Zu diesen Rhythmen gibt es Begleitsprüche wie «D Mülleri hed, si hed».
Julius Nötzli aus Wangen bringt das Chlefelen als Showeinlage. Der ehemalige Schlagzeuger tritt als «Dä Nötzli mit de Chlötzli» bei verschiedenen Anlässen alleine oder mit Ländlerformationen auf. Er setzt die Holzbrettchen als Perkussionsinstrument ein und spielt damit schnell und teils doppelhändig Melodien unterschiedlicher Genres wie Rock-, Pop- oder Countrymusik. In der Staffel 2016 der Castingshow «Die grössten Schweizer Talente» schaffte es Nötzli bis in den Final. 2017 versuchte er sich in der deutschen Fernsehsendereihe «Das Supertalent».